# August Friedrich Wilhelm Crome

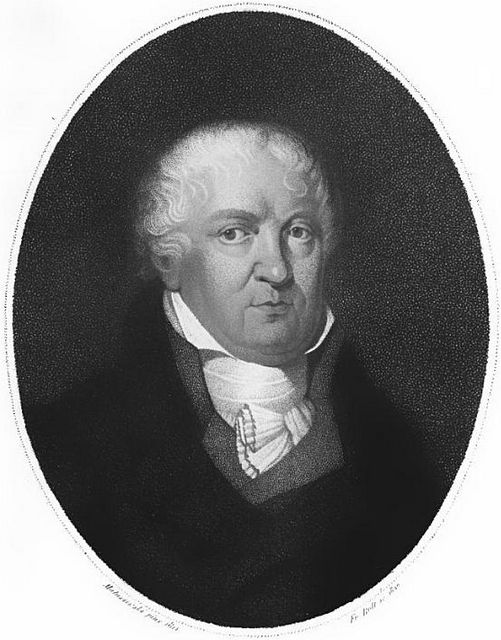
August Friedrich Wilhelm Crome (1820)

August Friedrich Wilhelm Crome (* 6. August 1753 in Sengwarden, Herrschaft Kniphausen; † 11. Juni 1833 in Rödelheim), ein deutscher Spätaufklärer, war Professor für Kameralistik in Gießen, Statistiker und Volkswirt. Bekannt wurde vor allem seine „Produktenkarte Europens“. Politischen Anfeindungen seiner Landsleute war er wegen seiner Haltung zur französischen Besetzung unter Napoléon Bonaparte ausgesetzt.

## Leben und Wirken

### Jugend
Crome entstammte dem Bildungsbürgertum. Sein Vater Johann Friedrich Crome (* 29. Januar 1724 in Einbeck; † 9. August 1802) war Rektor in Stadthagen, dann zunächst Pastor, später Superintendent und Konsistorialrat zu Sengwarden bei Kniphausen. Ihm wurden zwei sagenhafte Begegnungen mit dem Teufel nachgesagt. Er veröffentlichte  theologische Schriften. Cromes Mutter Christiane Lukretia, eine geborene Büsching, war eine Pastorentochter aus Stadthagen. In seiner Selbstbiographie (1833) rühmt Crome die einfache Lebensweise im Elternhaus, die „einen guten Grund zu einer körperlich starken Konstitution“ gelegt habe. Reiner, ungetrübter Menschenverstand sei mit wahrer Religiosität des Herzens verbunden gewesen.
Zusammen mit seinem Bruder Heinrich wurde August Friedrich Wilhelm vom Vater und zeitweilig von Hauslehrern bis zur Universitätsreife unterrichtet. Heinrich studierte später Jura in Göttingen und wurde Advokat in Kniphausen.
Dank der finanziellen Hilfe seines Onkels, des Konsistorialrates Anton Friedrich Büsching in Berlin, des Grafen von Bentinck und der Kirchengemeinde des Vaters konnte Crome von 1772 bis 1774 in Halle Theologie studieren. Durch Unterricht an der lateinischen Schule des Waisenhauses verdiente er sich Mittags- und Abendtisch und sammelte erste pädagogische Erfahrungen. Befreundet war er hier u. a. mit Josias Friedrich Löffler, Philipp Julius Lieberkühn und Johann Stuve.

### Zeit als Hauslehrer,Montagsclub
Auf die Hallenser Jahre folgte eine Hauslehrerzeit, zunächst in Berlin beim damaligen Obersten Georg Ernst von Holtzendorff für dessen Sohn Karl. Crome gab seine theologischen Studien nicht auf, predigte des Öfteren, wie er schreibt, „nicht ohne Beifall“ und bestand nach einer Probepredigt 1775 die theologische Prüfung. Angebotene Pfarrstellen nahm er nicht an, sondern blieb Hauslehrer, ab Mai 1775 im Hause des Barons Karl Alexander von Bismarck in Schönhausen. Einer seiner Zöglinge wurde der Vater des späteren Reichskanzlers.
Cromes Onkel führte ihn in den Berliner Aufklärerkreis um Moses Mendelssohn und Friedrich Nicolai ein.
Crome berichtet anekdotenhaft, dass er vom Onkel Büsching in Berlin zu einer nachmittäglichen Probepredigt über den „Wert des Leidens“ im Beisein mehrerer Oberkonsistorialräte eingeladen worden sei. Beim vorangehenden Mittagessen kam es jedoch zum Streit über den kürzlich erschienenen Briefroman Werther, den Büsching scharf missbilligte, Crome jedoch verteidigte. Wütend verließ der Onkel den Mittagstisch, Crome verspätete sich in der Kirche, hielt dann aber eine Predigt, die den Onkel versöhnte – so dass Werthers Leiden dem Wert des Leidens nicht zum Verhängnis wurden.

### Lehrer in Dessau
Statt des Pfarrerberufs ergriff Crome den des Lehrers und unterrichtete ab 1779 am Philanthropin Basedows in Dessau vor allem in den Fächern Geographie und Geschichte. Hier entstand seine erste Druckschrift Über das Verhältnis des Erziehers zu seinen Zöglingen. Crome warb ferner für die Ideen zur Judenemanzipation seines Freundes Christian Konrad Wilhelm von Dohm.
Geachtete Kollegen waren Friedrich Gottlieb von Busse und Christian Gotthilf Salzmann.

### Produktenkarte von Europa

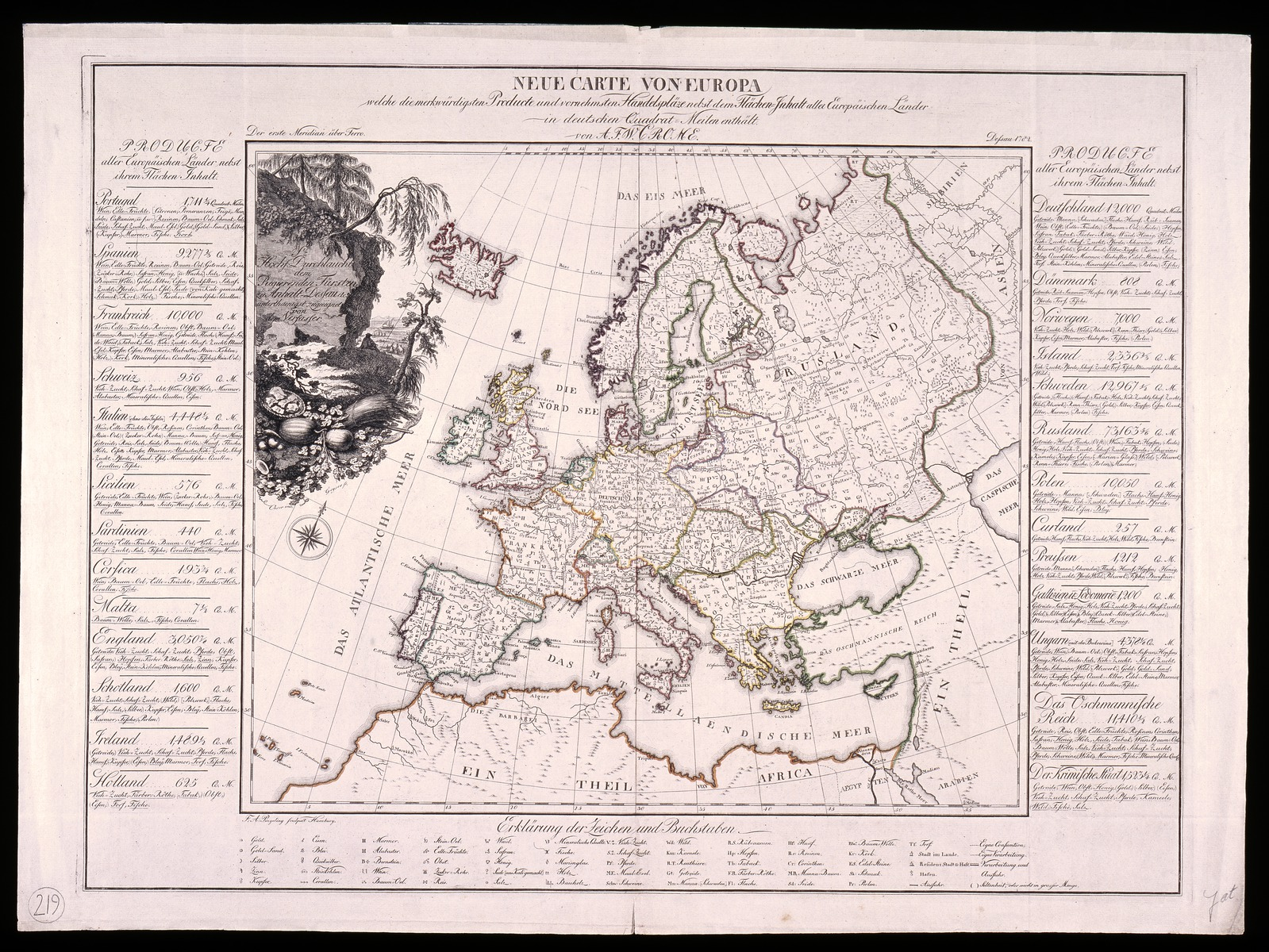
Die Produktenkarte von 1782

In Dessau entstand das Werk, das Crome weithin bekannt machte, die erste Productenkarte von Europa (1782), in der für alle Gegenden Europas die dort hergestellten Güter und Waren verzeichnet waren. Sie fand sehr positive Aufnahme, unter anderem durch eine Rezension Georg Forsters, und stellte für Crome auch einen wirtschaftlichen Erfolg dar. Crome lebte jetzt als Privatgelehrter und Schriftsteller. Er veröffentlichte geographische und statistische Werke und belas sich in der Allgemeinen Staatslehre. Nach statistischen Analysen verfügbarer Daten sagte er den wirtschaftlichen Aufstieg der Vereinigten Staaten voraus und verteidigte ihr Recht auf Unabhängigkeit.
1783 begegnete er in Dessau dem französischen Aufklärer Guillaume Thomas François Raynal. Ab 1784 unterrichtete er Friedrich von Anhalt-Dessau in Geographie und Statistik.
Zu den Ehrungen zählten die Mitgliedschaft in der Kaiserlichen Freien Ökonomischen Gesellschaft zu Sankt Petersburg und der Akademie gemeinnütziger Wissenschaften zu Erfurt sowie die philosophische Ehrendoktorwürde der Georg-August-Universität Göttingen.
Die Berufung zum Assessor bei der Kaiserlichen Akademie der Wissenschaften (bis 1934 in Sankt Petersburg) lehnte er ab. 1829 wurde er aber Ehrenmitglied dieser Akademie.

### Professor in Gießen

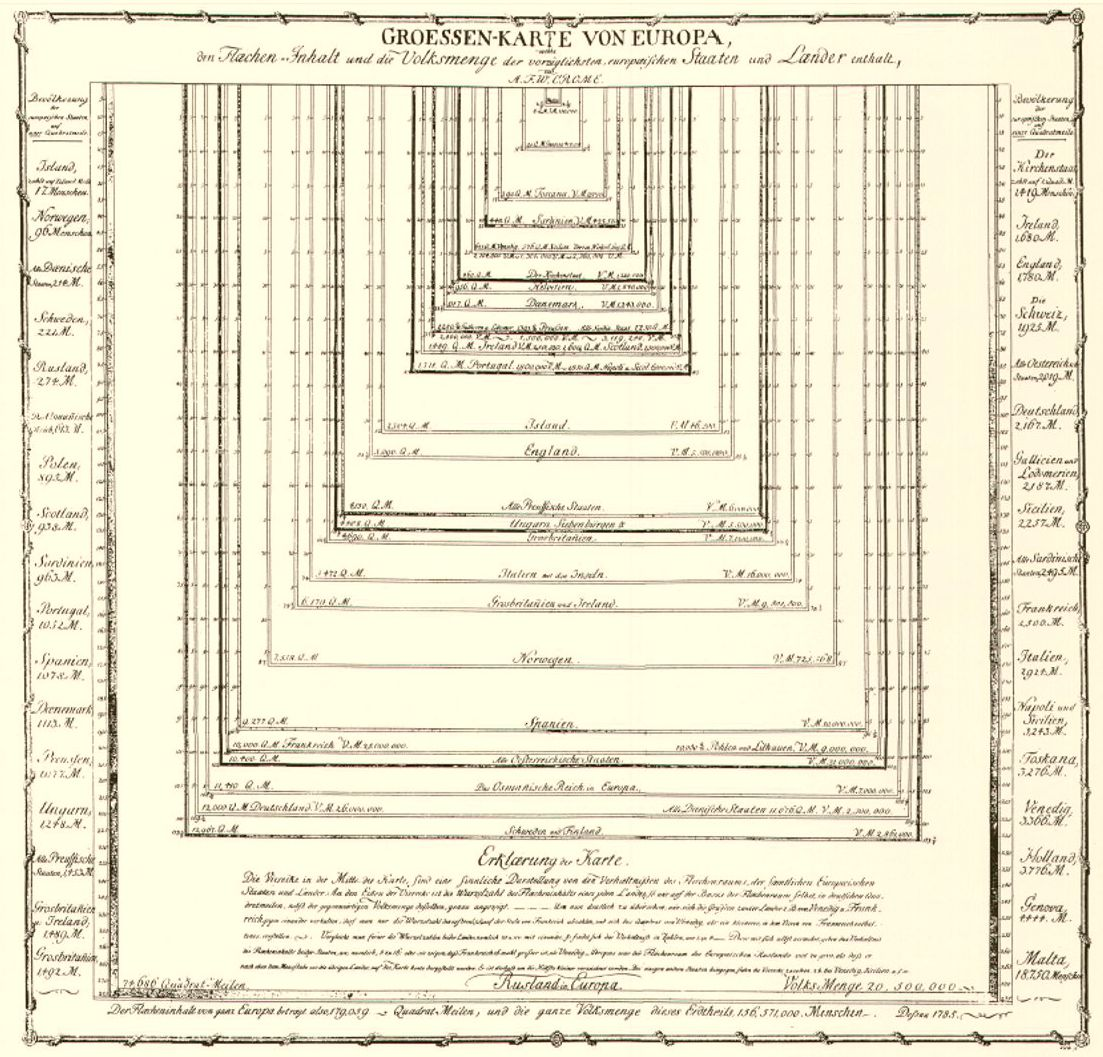
Flächendiagramm der Größe Europäischer Staaten (1785)

1787 nahm er die ihm unter anderem wegen seines rhetorischen Talents angebotene Professur in Gießen an. Auf der Reise besuchte er kurz Weimar und begegnete Wieland und Musäus.
Seine lateinische Antrittsrede behandelte den Zusammenhang der Politik mit der Statistik. Über 40 Jahre lang (bis 1830) übte er fortan den Professorenberuf am gleichen Ort aus (trotz zahlreicher Rufe, unter anderem nach Berlin, Leipzig, Göttingen, Marburg, Greifswald, Dorpat, Landshut und Basel).
Seine wissenschaftlichen Leistungen als „Reformmerkantilist“ zeichnen sich weniger durch theoretische Originalität, sondern vor allem durch praktische Brauchbarkeit, pädagogische Aufbereitung und Gründlichkeit aus. Er entwickelte ständig neue Verfahren der statistischen Darstellungsform, unter anderem erstmals Stab- und Flächendiagramme.
Sein politisches Anliegen galt der Aufklärung, der Verteidigung der Pressefreiheit und der Volksbildung, insbesondere durch freie Verfügbarkeit statistischer Daten.

### Diplomatische Tätigkeit
Im Jahre 1790 wurde Crome auf sein Ersuchen als „Gelehrter a consiliis“ in die kursächsische Gesandtschaft aufgenommen, die zur Kaiserwahl Leopolds II. nach Frankfurt reiste. Ein Freund meldete ihn unverlangt zur Audienz an. Der Kaiser, bis dato Großherzog von Toscana, beauftragte ihn nach einem lebhaften Gespräch mit der kommentierten Übersetzung und Herausgabe seines Buches „Governo della Toscana“. Als Belohnung wurde ihm eine der fünf Präbenden der protestantischen Reichsstifter versprochen. Erst der Sohn und Nachfolger Franz II. löste nach einer weiteren Audienz anlässlich seiner Wahl das Versprechen ein. Unter den 1000 Subskribenten des daraufhin von Crome verlegten Werkes befanden sich mehr als 70 regierende Fürsten.
1797 besetzten die französischen Truppen Oberhessen und verlegten ihr Hauptquartier nach Gießen. Zu General Bernadotte, der 1798 das Kommando in Gießen übernahm, gewann Crome ein gutes Verhältnis und wurde dessen häufiger Tischgast. Als Mitglied einer sogenannten Landkriegskommission, die zwischen der Bevölkerung und den Okkupanten zu vermitteln hatte, verhinderte Crome unter anderem die Plünderung der Universitätsbibliothek (1799).
Nach dem Ende der Besetzung erhielt Crome den Auftrag zur Unterhandlung eines Pazifikationsvertrages mit Bernadotte in Mainz, wodurch eine neuerliche Besetzung Hessen-Darmstadts verhindert werden sollte. Auf Anraten Cromes änderten die Franzosen ihre Pläne und wählten anstelle von Darmstadt das damals von den Österreichern nur schwach besetzte Mannheim zum Hauptquartier. Der geheime Pazifikationsvertrag mit dem Landgrafen wurde abgeschlossen.
Crome führte in Mannheim weitere Verhandlungen und war nun in den Kreisen der französischen Generäle und Politiker kein Unbekannter mehr.
Seine jüngste Schwester Christiana Dorothea heiratete 1799 den französischen Stabsoffizier und späteren General und Baron Jean Baptiste de Larroque (1768–1821).

### Heirat
Crome selbst heiratete 1805, im Alter von bereits 52 Jahren, Demoiselle Dorette Wagner (* 12. Februar 1778; † 23. Mai 1857 in Hannover). Die Schwester deren Mutter, Elisabeth Lamprecht (1778–1853), war die Ehefrau des Hauptmannes Carl Ludwig Buff (1769–1841) in Wetzlar, eines langjährigen Freundes Cromes. In deren Haus sah er seine spätere Braut zum ersten Mal. Buff seinerseits ist der ältere Bruder der durch den Roman Werther bekannten Charlotte Buff und der Vater des Gießener Chemikers Heinrich Buff.
Cromes Ehe blieb kinderlos. Die weit jüngere Ehefrau überlebte ihn um 19 Jahre.

### Skandal um politische Schriften
In der von ihm und dem Staatsrechtsprofessor Jaup 1808 gegründeten Zeitschrift Germanien propagierte Crome eine Vereinigung Deutschlands unter der Protektion des französischen Kaiserreichs.
Schwere Angriffe trug ihm sein Verhalten im Jahre 1813 ein: Auf Wunsch des französischen Hauptquartiers verfasste er seine Schrift „Deutschlands Crise und Errettung im April und May 1813“, die gegen sein Willen und Wissen aus dem Entwurf veröffentlicht wurde. Er plädierte für den Friedensschluss mit Frankreich, warnte vor einem Revolutionskrieg in Deutschland und der Vernichtung der deutsch-fränkischen Kultur durch eine russisch-asiatische. In Frankreich sah er die Schutzmacht Deutschlands als Bollwerk gegen den Osten und versprach sich von einem Sieg Napoleons gegen Großbritannien Frieden für den Kontinent und damit ein Aufblühen der kontinentalen Wirtschaft und Kultur. Das deutsche Volk müsse Ruhe und Ordnung bewahren und seinen regierenden Fürsten folgen.
Nach dem Sieg der Koalition bei Leipzig erfuhr Crome daraufhin massive Angriffe etwa im Rheinischen Merkur Joseph Görres´. Blücher beschimpfte ihn als „Lump“. Dem Vorwurf des Vaterlandsverrates (August von Kotzebue) folgte sogar eine Morddrohung und schließlich die Verbrennung von Cromes Schrift durch radikalnationalistische Studenten auf dem Wartburgfest 1817.
Crome hielt sich von November 1813 bis April 1814 in der Schweiz auf. In seiner Schrift „Deutschlands und Europas Staats- und Nationalinteresse“ (Gießen 1817) äußerte Crome veränderte Ansichten, ohne den Gesinnungswandel näher zu kommentieren. Er geißelte die niederträchtige französische Geheimpolizei und warnte nun vor einer ausländischen Schutzmacht.
Für Treitschke hing sich der „berüchtigte Bonapartist“ damit nur „den Mantel des deutschen Patrioten um“. Aus Sicht der modernen Forschung ist für Crome jedoch eher eine pragmatische und rationalistische Sichtweise kennzeichnend, die eine behutsame Reformpolitik der kleinen Schritte befürwortet.
1822 erhielt er den Titel Geheimer Rat. Die erste Sitzungsperiode des Hessischen Landtages (ab 1821) begleitete Crome publizistisch mit viel Sympathie, insbesondere für deren Öffentlichkeit.
Nach seinem 50-jährigen Amtsjubiläum 1829 setzte sich Crome 1831 zur Ruhe und verbrachte seine letzte Lebenszeit in Rödelheim bei Frankfurt, wo er starb.

## Werke (Auswahl)
- Von dem Verhältnisse des Erziehers zu seinen Zöglingen und deren Eltern, 1779
- Neue Productenkarte von Europa, 1782, mehrere Auflagen
- Europens Produkte. Zum Gebrauch der neuen Produkten-Karte von Europa, 1782
- Etwas über die Größe, Volksmenge, Klima und Fruchtbarkeit des Nord-Amerikanischen Frei-Staats, 1783
- Handbuch für Kaufleute, 1784, mehrere Auflagen
- Über die Größe und Bevölkerung der sämtlichen europäischen Staaten, 1785
- Die Wahlcapitulation des römischen Kaisers, Leopold des Zweiten und Franz des Zweiten, 1794
- Die Staatsverwaltung von Toskana unter der Regierung seiner königlichen Hoheit Leopold II., 1795/1797
- Germanien. Eine Zeitschrift für Staatsrecht, Politik und Statistik von Deutschland, 1808–1811
- Deutschlands Crise und Rettung im April und May 1813, 1813
- Deutschlands und Europens Staats- und National-Interesse, 1817
- Selbstbiographie. Ein Beitrag zu den gelehrten und politischen Memoiren des vorigen und gegenwärtigen Jahrhunderts, 1833

## Karten

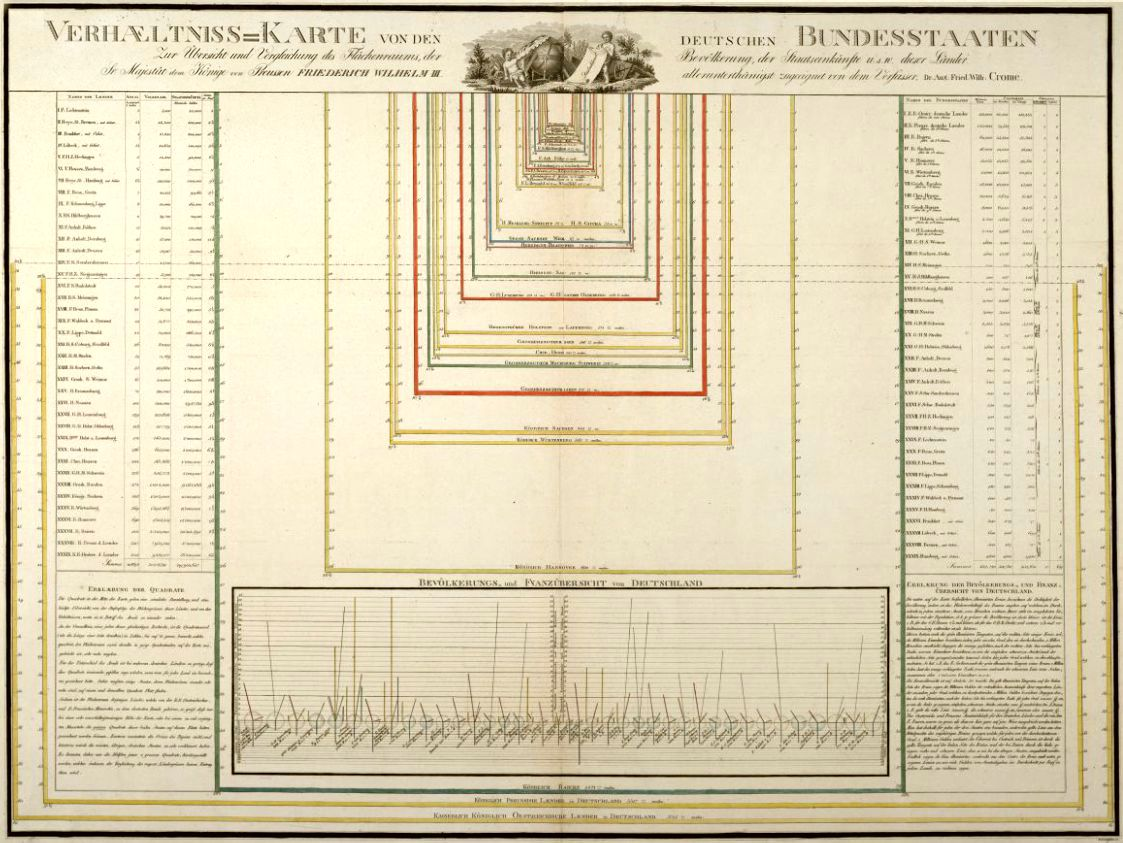
Verhältniskarte deutscher Bundesstaaten 1820

- Verhältniss=Karte von Europa zur Übersicht und Vergleichung des Flächenraums, der Bevölkerung, so wie der übrigen Staatskräfte der sämtlichen, europäischen Staaten, 1792[?] (Digitalisat ULB Darmstadt)
- Verhaeltniss=Karte von den deutschen Bundesstaaten. Zur Übersicht und Vergleichung des Flächenraums, der Bevölkerung, der Staatseinkünfte u.s.w. dieser Länder …, 1820

## Zitat Cromes
„Lasset jedem rechtlichen Menschen den freien Gebrauch seiner Kräfte, lasst ihm Freiheit und Eigentum, in physischer, bürgerlicher und moralischer Hinsicht möglichst unbeschränkt, so viel nämlich als die Rechte der Gesellschaft und das allgemeine Wohl des Staates es nur immer zulassen.“

## Zitate zu Crome
- „Reime sinnend auf Crome wacht' ich Nächte hindurch / Doch ungereimtes zu reimen habe ich fruchtlos gestrebt.“ (Ludwig Börne)
- „Da der rächende Arm den Vaterlandsverräter noch nicht erreicht hat, so wollen wir ihn wenigstens in effigie dahin hängen, wo die Raben ihn erwarten.“ (August von Kotzebue)
- „Gut deutsch oder an den Galgen“ (Gebhard Leberecht von Blücher)